# Isodontia alvarengai
Isodontia alvarengai är en biart som beskrevs av Fritz 1983. Isodontia alvarengai ingår i släktet Isodontia och familjen grävsteklar. Inga underarter finns listade i Catalogue of Life.